# Luka Dončić
Luka Dončić, född 28 februari 1999 i Ljubljana,  är en slovensk professionell basketspelare (point guard) som spelar för Los Angeles Lakers i National Basketball Association (NBA).
Han blev draftad 2018 av Atlanta Hawks i NBA som 3:e valet, men blev samma kväll trejdad till Dallas Mavericks, mot bland annat Trae Young.